# 草津シズカ山スキー場
草津シズカ山スキー場（くさつシズカやまスキーじょう）は、かつて群馬県吾妻郡草津町に存在していたスキー場。

## 概要
- 草津温泉の入口からがアクセス路となり[注 1]、本白根山の東南斜面にゲレンデがあった。草津国際スキー場との共通券やシャトルバスなどがあった。
- かつて他のスキー場がスノーボードでの滑走を禁止、あるいは一部滑走禁止区域を設ける中、いち早くスノーボード全面滑走解禁したスキー場であった(ただし、1997年頃は誓約書にサインを求めていた[1])。
- ヘリコプターで輸送し麓まで滑走する、ヘリスキーのサービスがあった。
- スキー場周辺はかつて白根鉱山といわれ、株式会社白根硫黄鉱業所（白根工業）が経営する硫黄を産出する鉱山であった。1974年3月31日閉山。
- かつて草津町には長野五輪(1998年)を狙い、志賀高原と草津をゴンドラで結び、一帯を巨大スキーエリア化してスキー客を呼び込もうとする構想があった[2]。草津シズカ山スキー場は他のスキー場と連結させていく予定で作られたスキー場であった。

## 施設
- リフト
  - FOR SOME EXPRES (4人乗り）全長803m
  - 第4リフト                    (2人乗り）全長954m
  - 第5リフト                    (2人乗り）全長553m
  - 第8リフト                    (2人乗り）全長271m
- BASE LODG  (ベースロッジ）
- WARMING HUT(レストハウス）

## アクセス
- 鉄道
  - 吾妻線長野原草津口駅からJRバス関東志賀草津高原線で約30分。草津温泉駅下車。
- 自動車
  - 関越自動車道渋川伊香保ICより国道353号・国道145号・国道292号約61km

## 沿革
- 1990年(平成2年) - 12月、草津町と白根工業(東京)によって設立された第3セクター「白根高原スキーリゾート」(出資比率3:7)により「スキーポート・シズカ」の名称で開業。総工費65億円[3]。2期計画で本白根山にゴンドラを架け草津国際スキー場と連結するなどの拡張が構想されていた。
- 1992年(平成4年) - 11月、この時点で「スキーポート　シズカ」という名称で道路地図に掲載されている[4]。
- 1994年(平成6年) - この頃までに「草津シズカ山スキー場」という名称となっている。売り上げが年3～5億円程度にとどまっている一方で白根高原スキーリゾートの負債は約81億円に達していることが明らかになり問題となる[5]。会社はバブル崩壊で経営計画が大幅に狂ったと説明。
- 2000年(平成12年) - 2000-2001シーズンから営業休止となる。目標入り込み数5万人達成の見通しも厳しく、累積赤字も96億円に達していたためこれ以上の営業は困難と判断された[6]。
- 2004年(平成16年) - 2004-2005シーズンからの営業再開を目指していたという旨のアナウンスがあったものの、このシーズンも営業できず、以後閉鎖状態となっている。この時のホームページでは運営会社は「株式会社シズカスポーツアリーナ草津」となっていた。